# Hermann Mulert
Hermann Mulert (né le 11 janvier 1879 à Niederbobritzsch, mort le 22 juillet 1950 à Mügeln) est un théologien protestant allemand.

## Biographie
Après avoir terminé ses études secondaires à Freiberg, Mulert étudie la théologie dans les universités de Leipzig et de Marburg. À partir de 1901, il travaille comme précepteur à Osterburg et de 1903 à 1906 à Leipzig. Pendant ce temps, il devient membre de l'Association nationale-sociale puis l'Union radicale En 1910, il rejoint le Parti populaire progressiste.
En 1920, il est nommé professeur ordinaire de théologie systématique à l'université de Kiel. Mulert, qui appartient au Parti démocrate allemand de 1918 à 1930 à cause de son opposition à l'alliance avec l'Union populaire nationale du Reich (de), est membre de la Protestantenbund, de la Volkskirchenbund et du synode régional. En 1935, il demanda sa mise en disponibilité parce qu'il ne peut s'identifier aux objectifs du gouvernement nazi et que son retrait du service est déjà imminent.
En tant que rédacteur en chef de Die Christliche Welt (de), Mulert tente depuis 1932 d'établir des idées libérales contre le nazisme. Ses critiques sur la restriction des principes constitutionnels et la discrimination à l'égard des Juifs aboutissent à la confiscation et à l'interdiction du journal.
Mulert soutient financièrement d'autres opposants au nazisme et se retire dans sa ville natale lorsque la fin de la Seconde Guerre mondiale devient prévisible. Il est proche de l'aumônerie militaire. Pendant ce temps, il rejoint également les quakers de Saxe.
Après la guerre, Mulert participe politiquement à la création du Parti libéral-démocrate d'Allemagne. Il enseigne jusqu'en 1946 à l'université d'Iéna et participe à la reconstruction de la faculté de théologie de l'université de Leipzig en 1948. Le retour prévu à Kiel ne s'est pas concrétisé. À la suite d'années de surmenage, provoquées par une infection, Mulert décède le 22 juillet 1950 à Mügeln, près de Leipzig, dans la maison de sa nièce Maria Flux, née Reinmuth.

## Œuvre
Mulert est l'un des auteurs les plus importants du protestantisme libéral. Il est l'auteur de nombreux écrits sur l'histoire de l'église saxonne et une variété d'ouvrages théologiques et de traités. Il est également éditeur des écrits de Friedrich Schleiermacher.
Sous le pseudonyme Euthymius Haas, Mulert publie plusieurs recueils d'anecdotes.